# International Accounting Standard 7
Der International Accounting Standard 7 (IAS 7)  ist ein Rechnungslegungsstandard des International Accounting Standards Board (IASB) mit dem deutschen Titel "Kapitalflussrechnungen". Die Zielsetzung dieses Standards besteht darin, Informationen über die Bewegungen der Zahlungsmittel und Zahlungsmitteläquivalente eines Unternehmens bereitzustellen. Diese Informationen werden durch eine Kapitalflussrechnung zur Verfügung gestellt, welche die Cashflows der Berichtsperiode nach
- der betrieblichen Tätigkeit (operative cash flow),
- der Investitionstätigkeit (investive cash flow) und
- der Finanzierungstätigkeit (finance cash flow)

klassifiziert.
Daraus ergibt sich:
Cashflow aus laufender Geschäftstätigkeit
+/- Cashflow aus der Investitionstätigkeit
+/- Cashflow aus der Finanzierungstätigkeit
= Zu- oder Abnahme der liquiden Mittel
+ liquide Mittel zu Jahresbeginn
= Liquide Mittel am Jahresende
Die liquiden Mittel, auch als Finanzmittelfonds bezeichnet, setzen sich aus Bargeld, Bankguthaben und Wertpapieren mit einer Laufzeit von maximal drei Monaten zusammen.
Der Cashflow aus laufenden Geschäftstätigkeiten zeigt an, inwieweit das Unternehmen in der Lage war, liquide Mittel zur Aufrechterhaltung der Geschäftstätigkeiten, für Investitionen, zur Kredittilgung und Dividendenzahlungen ohne Zugriff auf externe Finanzmittel zu schaffen.
Zwecks besserer Information müssen Zahlungsströme aus dem Jahresabschluss abgeleitet werden.
Die Ableitung im Bereich der laufenden Geschäftsfälle kann nach einer direkten oder indirekten Methode erfolgen.